# آندرس سیدل
آندریاس سیدل (متولد 6 ژانویه 1976) مهندس و مدیر اتومبیلرانی آلمان است او در حال حاضر مدیر تیم تیم فرمول یک مک لارن، و پیش از این مدیر تیم هیبرید پورشه ال ام پی وان بود.

## حرفه
سایدل با مدرک دیپلم مهندسی مکانیک از دانشگاه فنی مونیخ فارغ‌التحصیل شد. سیدل پیش از این بین سال‌های ۲۰۰۰ تا ۲۰۰۹ بی ام و در فرمول یک کار می‌کرد. در ۱۰ ژانویه ۲۰۱۹، مک لارن سیدل را به عنوان مدیر عامل تیم فرمول یک خود منصوب کرد. او کار خود را با تیم در تاریخ ۱ مه ۲۰۱۹ آغاز کرد.